# 人狼IV之噩夢
《人狼IV之噩夢》 （英語：Howling IV: The Original Nightmare）是一部1988年英国直接发行到录像带的恐怖電影，由约翰·霍夫（John Hough）执导，弗雷迪·罗（Freddie Rowe）和克莱夫·特纳（Clive Turner）编剧。影片由罗米·温莎、迈克尔·T·魏斯、安东尼·汉密尔顿、苏珊·塞弗瑞德和拉米娅·德瓦尔主演。影片作为该系列七部独立电影中的第四部，与前作故事連續性比較鬆散，并不像传统的续集，而是更忠实于加里·布兰德纳（Gary Brandner）原著小说《破胆三次》（The Howling，1977年）的改编作品。
国际录像娱乐公司（International Video Entertainment）于1988年将该片直接发行到家庭录像。白金光碟公司（Platinum Disc Corporation）于2004年推出DVD版本，并且此片多次重新发行。影片在南非拍摄。

## 剧情
作家玛丽·亚当斯（罗米·温莎 饰）在经历了一位修女的幻象后，正在和经纪人汤姆·比林斯（安东尼·汉密尔顿 饰）开会，突然又出现了一个狼形生物从火中扑出的幻象，玛丽开始歇斯底里地尖叫。玛丽的丈夫理查德（迈克尔·T·魏斯 饰）与医生讨论玛丽的病情，医生认为玛丽的过度想象力让她进入了危险的境地。医生建议理查德带玛丽离开繁忙的生活，去度过一段宁静的时光。理查德找到了一座位于德拉戈小镇的别墅，距离洛杉矶数小时的车程。汤姆开车把玛丽送到那里，见到理查德便旋即离开。玛丽四处打量别墅，觉得一切都很完美；然而那晚，玛丽和理查德在做爱时，被远处传来的嚎叫声打扰。
第二天，玛丽和理查德在德拉戈小镇游览，遇到了神秘的埃莉诺（拉米娅·德瓦尔 饰），她是本地的艺术家，经营着古董店和小商品店，还遇到了奥姆斯特德一家，经营着本地的商店。玛丽带着狗去散步，狗突然跑开了，她感到很焦虑。那晚，玛丽做了一个梦，梦中有狼，她自己在树林中奔跑，还有她曾经看到的那位修女。理查德开车去洛杉矶开会，玛丽则与奥姆斯特德夫人聊天，得知前一对住在别墅里的夫妇没有留下一句话便离开了。玛丽在回家的路上经过树林时，突然看到她曾经看到的修女。她追了上去，但发现那只是埃莉诺披着黑色斗篷。埃莉诺指引玛丽走了一条通往别墅的捷径，玛丽顺着走，途中发现了一个洞穴，以及狗的尸体。
玛丽恐惧地穿过树林，突然意识到自己正被追赶。回到别墅，理查德安抚着惊慌失措的妻子，检查了外面，但什么也没看到。第二天早上，玛丽看到了一场奇异的幻象：一对年老的夫妇出现在她的客厅里，警告她赶紧离开。玛丽被外面一辆车的声音分散了注意力，转瞬间，那对幽灵访客便消失了。来者是贾尼斯·哈奇（苏珊·塞弗瑞德 饰），她是玛丽的书迷，正在这片区域度假。玛丽邀请她进屋，边聊边提到她晚上听到的嚎叫声。
在一番犹豫后，贾尼斯透露她曾是修女，且她最亲密的朋友露丝修女（梅根·克鲁斯卡尔 饰）一年前失踪，后来在德拉戈被找到，喃喃自语着魔鬼、钟声和嚎叫的声音。露丝经历了一场长时间的病痛，直到去世也没能解释发生了什么；而贾尼斯为了揭开真相，离开了修道院。玛丽听到修女的提及后感到不安，当贾尼斯给她看露丝修女的照片时，玛丽更加震惊：那正是她幻象中的修女。与此同时，理查德对玛丽的不稳定和幻象越来越感到烦躁，转而被埃莉诺吸引，与她发生了关系。
玛丽最终得知，村里的所有居民其实都是狼人，而露丝修女说的其实是“狼人就在这里”（Werewolves are here）而不是大家以为的“我們都處於恐懼之中”（We're all in fear）。当玛丽告诉理查德她所发现的一切时，理查德愤怒地摒棄了她的说法，独自走进森林散步。理查德在树林中走着时，看到埃莉诺似乎在等他，二人因此发生了亲密关系。埃莉诺变成了狼人咬伤了理查德，然后逃走。理查德跌跌撞撞地回到屋里，告诉玛丽他看到狼人了，但那晚经过镇上医生检查后，他声称自己只是跌倒了。理查德开始表现得越来越怪异，第二天晚上，当他在树林中散步时，他变成了狼人，而村民们也化身为狼人，试图攻击玛丽。
玛丽逃脱后，按照原始的民间传说，她用教堂的钟声将村民们引到教堂，把他们活活烧死，包括理查德。电影的结尾，正如玛丽在幻象中预见到的那样，一只燃烧着的狼人从火中扑向玛丽。

## 演员
- 罗米·温莎 Romy Windsor 饰 玛丽·亚当斯
- 迈克尔·T·魏斯 Michael T. Weiss 饰 理查德·亚当斯
- 安东尼·汉密尔顿 Antony Hamilton 饰 汤姆·比林斯
- 苏珊·塞弗瑞德 Susanne Severeid 饰 贾尼斯·哈奇
- 拉米娅·德瓦尔 Lamya Derval 饰 埃莉诺
- 诺曼·安斯特 Norman Anstey 饰 警长
- 凯特·爱德华兹 Kate Edwards 饰 奥姆斯特德夫人
- 丹尼斯·福尔比格 Dennis Folbigge 饰 库姆斯医生
- 安东尼·詹姆斯 Anthony James 饰 卡梅弗神父
- 戴尔·卡茨 Dale Cutts 饰 海因曼医生
- 威廉·福尔谢 William Forsche 饰 狼人

## 製作
哈利·艾倫·托爾斯曾與《破膽三次》系列製片人史蒂文·萊恩（Steven Lane）接洽，商討在非洲進行製作的協議，作為避稅手段，當時許多電影都在這樣做。當劇組抵達非洲時，托爾斯卻不見了，他所承諾的大部分東西都沒有兌現，而且拍攝地點不是鄰近的國家，而是南非，讓劇組措手不及。 其他問題還要歸咎於導演約翰·霍夫，根據萊恩和特效藝術家史蒂夫·約翰遜的說法，霍夫常常不知道如何有效地捕捉特效效果或以有效的方式掌控影片節奏。本片於1987年11月開拍，主體拍攝於1988年1月完成。